# مايكل ريتشي
مايكل ريتشي (بالإنجليزية: Michael Ritchie)‏ (و. 1938 – 2001 م) هو مخرج أفلام، وكاتب سيناريو، ومنتج أفلام أمريكي، ولد في وكيشا، توفي في مانهاتن، عن عمر يناهز 63 عاماً، بسبب سرطان البروستاتا.

## التعليم
تعلم في جامعة هارفارد، وتعلم في ثانوية بيركيلي ‏
.

## وصلات خارجية
- مايكل ريتشي على موقع IMDb (الإنجليزية)
- مايكل ريتشي على موقع الموسوعة البريطانية (الإنجليزية)
- مايكل ريتشي على موقع ألو سيني (الفرنسية)
- مايكل ريتشي على موقع تيرنر كلاسيك موفيز (الإنجليزية)
- مايكل ريتشي على موقع أول موفي (الإنجليزية)
- مايكل ريتشي على موقع قاعدة بيانات الأفلام السويدية (السويدية)
- مايكل ريتشي على موقع إن إن دي بي (الإنجليزية)
- مايكل ريتشي على موقع قاعدة بيانات الفيلم (الإنجليزية)
- مايكل ريتشي على موقع كينوبويسك (الروسية)